# 贝里博物馆
贝里博物馆（Musée du Berry）是法国布尔日的一座博物馆，由克劳德-丹尼斯·马特创建于1834年。
贝里博物馆最初设于雅克·柯尔宫内，后来迁入雅克·柯尔街的英格兰酒店（Hôtel d'Angleterre）。1891年迁至现址库亚斯府邸（Hôtel Cujas）。1912年改名为贝里博物馆。 